# Episodi di Falcon Crest (ottava stagione)
L'ottava stagione della serie televisiva Falcon Crest è stata trasmessa negli Stati Uniti per la prima volta dalla CBS il 28 ottobre 1988 e si è conclusa il 19 maggio 1989, mentre in Italia non è andata mai in onda.
Il cast regolare di questa stagione è formato da: Jane Wyman (Angela Channing), Susan Sullivan (Maggie Gioberti), David Selby (Richard Channing), Lorenzo Lamas (Lance Cumson), David Beecroft (Nick Agretti), Ana Alicia (Melissa Agretti Cumson), Kristian Alfonso (Pilar Ortega), Margaret Ladd (Emma Channing), Dana Sparks (Vickie Gioberti), Chao Li Chi (Chao Li Chi).
| nº | Titolo originale     | Titolo italiano | Prima TV USA     | Prima TV Italia |
| -- | -------------------- | --------------- | ---------------- | --------------- |
| 1  | Changing Times       | Inedito         | 28 ottobre 1988  | Inedito         |
| 2  | Farewell My Lovelies | Inedito         | 4 novembre 1988  | Inedito         |
| 3  | Dust to Dust         | Inedito         | 11 novembre 1988 | Inedito         |
| 4  | Jeopardy             | Inedito         | 18 novembre 1988 | Inedito         |
| 5  | Tuscany Venus        | Inedito         | 2 dicembre 1988  | Inedito         |
| 6  | Liars Anonymous      | Inedito         | 9 dicembre 1988  | Inedito         |
| 7  | Life with Father     | Inedito         | 16 dicembre 1988 | Inedito         |
| 8  | Solomon's Choice     | Inedito         | 6 gennaio 1989   | Inedito         |
| 9  | Suspicion            | Inedito         | 13 gennaio 1989  | Inedito         |
| 10 | There Goes the Bride | Inedito         | 20 gennaio 1989  | Inedito         |
| 11 | True Confessions     | Inedito         | 3 febbraio 1989  | Inedito         |
| 12 | And Baby Makes Three | Inedito         | 10 febbraio 1989 | Inedito         |
| 13 | Dinner at Eight      | Inedito         | 17 febbraio 1989 | Inedito         |
| 14 | Uneasy Allies        | Inedito         | 3 marzo 1989     | Inedito         |
| 15 | The Vigil            | Inedito         | 10 marzo 1989    | Inedito         |
| 16 | Missing Links        | Inedito         | 17 marzo 1989    | Inedito         |
| 17 | Resurrection         | Inedito         | 31 marzo 1989    | Inedito         |
| 18 | Enquiring Minds      | Inedito         | 7 aprile 1989    | Inedito         |
| 19 | Grand Delusions      | Inedito         | 14 aprile 1989   | Inedito         |
| 20 | Ties That Bind       | Inedito         | 5 maggio 1989    | Inedito         |
| 21 | The Last Laugh       | Inedito         | 12 maggio 1989   | Inedito         |
| 22 | Decline and Fall     | Inedito         | 19 maggio 1989   | Inedito         |